# Serafim Todorow
Serafim Simeonow „Sarafa“ Todorow (bulgarisch Серафим Симеонов Тодоров; * 6. Juli 1969 in Peschtera) ist ein ehemaliger bulgarischer Boxer aus der Volksgruppe der Roma. Von 1986 bis 1996 zählte er zu den weltbesten Boxern und wurde unter anderem dreifacher Weltmeister (1991, 1993, 1995) und dreifacher Europameister (1989, 1991, 1993), zudem gewann er eine olympische Silbermedaille (1996) und wurde 1991 und 1993 jeweils zu Bulgariens Sportler des Jahres gewählt.

## Boxkarriere
Todorow begann mit dem Boxsport im Alter von 9 Jahren und trainierte von 1980 bis 1987 bei DFS Peschtera, sowie anschließend bis 1996 bei ZSKA Sofia und Slawia Sofia. Sein Haupttrainer war Georgi Stoimenow. Er gewann 1986 Gold im Halbfliegengewicht bei der Junioren-Europameisterschaft in Kopenhagen und startete 1987 im Fliegengewicht bei der Junioren-Weltmeisterschaft in Havanna, wo er im Viertelfinale knapp mit 2:3 gegen Carl Daniels ausschied. 1988 konnte er bereits an den Olympischen Spielen in Seoul teilnehmen und erreichte im Fliegengewicht gegen David Grimán, Setsuo Segawa und Gamal El-Koumy das Viertelfinale, wo er beim Kampf um einen Medaillenplatz gegen Kim Kwang-sun ausschied.
Anschließend boxte er im Bantamgewicht und gewann 1989 mit einem Finalsieg gegen Timofei Skrjabin die Europameisterschaft in Athen, zudem startete er bei der Weltmeisterschaft desselben Jahres in Moskau, wo er erst im Finalkampf gegen Enrique Carrión unterlag und Vize-Weltmeister werden konnte. Bei den Goodwill Games 1990 in Seattle gewann er nach einer knappen Finalniederlage mit 2:3 gegen Sergio Reyes die Silbermedaille und startete auch beim Weltcup 1990 in Bombay, wo er unter anderem mit Siegen gegen Andreas Tews und Wayne McCullough in das Finale kam und dort erneut gegen Enrique Carrión verlor.
1991 gewann er dann mit einem finalen Sieg gegen Miguel Dias die EM in Göteborg und mit einem Finalsieg gegen Enrique Carrión die WM in Sydney. Er startete daraufhin bei den Olympischen Spielen 1992 in Barcelona und schlug John Sam sowie Joseph Chongo, ehe er im Viertelfinale knapp mit 15:16 gegen Li Gwang-sik ausschied.
1993 wiederholte er im Federgewicht jeweils den Titelgewinn bei der EM in Bursa und der WM in Tampere, wobei er in den Finalkämpfen Ramaz Paliani bzw. erneut Enrique Carrión bezwang. 1994 gewann er auch das Challenge Match in Dublin mit einem Sieg gegen Paul Griffin. Bei der WM 1995 in Berlin siegte er unter anderem gegen Arnaldo Mesa, Falk Huste sowie Noureddine Medjehoud und gewann dadurch seinen dritten Weltmeistertitel in Folge.
1996 unterlag er im Finale der EM in Vejle knapp mit 2:3 gegen Ramaz Paliani und startete im selben Jahr auch bei den Olympischen Spielen in Atlanta; dort gewann er mit Siegen gegen Jewgeni Schestakow, Robert Peden, Falk Huste und Floyd Mayweather Jr., sowie einer Niederlage im Finale mit 5:8 gegen Somluck Kamsing die olympische Silbermedaille.
Zwischen 1998 und 2015 bestritt er noch sieben Profikämpfe mit sechs Siegen.